# Triainolepis polyneura
Triainolepis polyneura är en måreväxtart som beskrevs av Cornelis Eliza Bertus Bremekamp. Triainolepis polyneura ingår i släktet Triainolepis och familjen måreväxter. Inga underarter finns listade i Catalogue of Life.